# 니시무라 노리후미
니시무라 노리후미(일본어: 西村 徳文, 1960년 1월 9일 ~ )는 일본의 전 프로 야구 선수이자 전 야구 지도자이다.
애칭은 ‘달리는 장군’(走る将軍)이며, 1982년부터 2012년까지 31년간 선수, 코치, 감독으로서 지바 롯데 마린스(팀의 전신인 롯데 오리온스 시절에도 포함)에 소속되었다.

## 인물

### 프로 입단 전
미야자키현 구시마시 출신으로 유년기 시절에 장난꾸러기 같은 성격을 갖고 있으면서 다니고 있던 구시마 시립 후쿠시마 초등학교에는 야구부가 없었지만 형의 영향으로 중학교에 진학 후 본격적으로 야구에 입문했다. 중학교 시절까지는 빠른 발을 가진 것은 아니었지만, 넓이뛰기에서는 맨발로 6m 이상 뛸 정도였다.
중학교 3학년 때에는 대회에서 우승하여 미야자키 현립 후쿠시마 고등학교에 진학 후 1학년 때부터 벤치에 들어가 주력 선수로서 높은 평가를 받았지만 연습의 어려움이나 오토바이를 타고 싶을 정도의 동경이 있을 정도로 1학년 가을에는 야구부에서 일시 퇴단한 적도 있었다. 2학년 때인 1976년 여름에는 전국 고교 선수권 대회에서 1번 유격수로서 출전을 했지만 첫 경기에서 팀이 패배함과 동시에 자신도 무안타를 기록했다.
고교 졸업 후 안정된 직장으로 알려진 일본국유철도에 입사하면서 사회인 야구팀인 가고시마 철도 관리국 야구부(鹿児島鉄道管理局野球部)에서 야구를 계속했다. 직장과 야구라는 두 가지 일에 고민하고 있었지만 입사 3년차인 1980년에 프로 야구단 스카우터가 시찰하러 온 것을 계기로 프로 야구 진출에 목표를 두었다. 1981년의 프로 야구 드래프트 회의에서 롯데 오리온스, 야쿠르트 스왈로스, 난카이 호크스 등 3개 구단에서 5순위로 지명을 받아 롯데 오리온스에 입단했다(구시마 시 출신의 프로 야구 선수는 미즈타니 지쓰오에 이어 두 번째).

### 프로 입단 후
입단 1년차인 1982년 9월에는 대주자로서의 1군 첫 출전을 완수했지만 그 가을에 야마모토 가즈요시 감독과 이이즈카 요시히로 타격 코치로부터 빠른 발을 한층 더 살리기 위해 오른쪽 타자로부터 스위치 히터의 전향을 권유받기도 했으며, 추계 캠프로부터 가와사키 구장 옆에 위치한 호텔에서 다카바타케 미치히로 타격 코치와 함께 묵는 등 이른 아침이나 심야에서도 맹훈련에 임한 결과 이듬해인 1983년 4월에는 왼쪽 타석에서 프로 입단 이후 첫 안타를 기록, 5월에는 선발로 첫 출전하는 등 급성장을 이루기도 했다.
프로 3년차인 1984년에는 규정 타석에 도달하면서 이후에는 1군에 정착했다. 1985년에는 프로 데뷔 후 첫 타이틀인 베스트 나인과 골든 글러브상(2루수 부문)을 동시에 수상하면서 시즌 종료 후에는 결혼을 했다. 사회인 시대에는 수경기에 1회 정도였던 도루가 증가되었고, 1986년부터 1989년까지 4년 연속 도루왕 타이틀을 획득, 이것은 당시로서는 후쿠모토 유타카의 9년 연속 및 히로세 요시노리의 5년 연속으로 뒤를 이은 기록이었다. 1988년에는 일명 ‘10.19’라고 불리는 경기에도 선발 출전했고 1987년과 1988년에는 2루수 외에도 3루수로서 수비 경험을 했다.
1989년 3월 11일에는 주니치 드래건스와의 시범 경기 도중 오른쪽 손목이 골절되는 부상을 당해 4월 18일에 수술을 받는 등 개막전부터 32경기를 결장했다. 같은 해 5월 27일 세이부 라이온스전에 복귀했지만 이전에 미즈카미 요시오, 가미카와 세이지, 모리타 요시히코 등이 호조를 이뤘기 때문에 수비 보직을 중견수로 변경되었다. 이후에는 원래의 수비 보직이었던 외야수로 복귀했다. 1989년에는 선수 회장으로 취임하면서 주장 제도가 없었던 당시의 롯데에서 팀의 ‘총괄하는 역할’을 맡았다.
1990년 3월 21일에 열린 시범 경기에서 오른쪽 허벅지 근육이 파열되는 부상을 당했고, 5월 17일의 정규 경기에서는 왼쪽 발목의 염좌가 일어나면서 부상이 계속 일어나는 등 도루 개수가 줄어 들었지만 아키야마 고지와의 도루 개수를 크게 벌려 놓으면서 타격폼 개조를 익히는 등 타격은 호조를 유지하여 시즌 타율 3할 3푼 8리를 기록, 퍼시픽 리그 역사상 최초가 되는 양타자로서의 수위타자 타이틀을 획득했다. 그 해에는 중견수로서 베스트 나인과 골든 글러브상을 동시에 획득하여 스위치 히터로서의 수위타자와 수비 부문에서도 내야·외야의 양쪽 모두 골든 글러브상 수상은 퍼시픽 리그의 유일한 기록이었다.
1995년 5월 9일에는 풍진에 걸려 닛폰햄 파이터스전을 결장했고 니시무라를 대신해서 기용된 모로즈미 겐지가 4안타를 때려내는 등의 활약을 보였는데 이것을 계기로 모로즈미의 출전이 늘어나면서 1996년에는 주전 중견수의 자리를 넘겨주었다. 1997년 시즌에는 선수로 등록되어 있었지만 시즌을 통해 2군에서의 젊은 선수들의 지도에만 전념하면서 같은 해 16년 간의 선수 생활을 은퇴했다.

### 코치 시절
1998년에는 지바 롯데의 1군 외야 수비·주루 코치로 발탁되었고 이듬해 1999년은 1군 외야 수비 주루 코치를 맡았다. 2004년에 바비 밸런타인이 감독으로 취임하면서 수석 코치도 겸임했고 가장 신뢰하는 코치로 평가를 받아 선수와의 가교 역할을 하는 등 팀의 개혁에 공헌하고 있으면서 이후에는 대리 감독을 맡기도 했다. 덕망이 뛰어나 선수와의 신뢰도가 두터울 정도였으며, 2009년 10월 8일에는 2009년 시즌 종료 후에 퇴임한 밸런타인 감독의 후임으로 지바 롯데의 차기 감독으로 발탁되었다. 등번호는 코치 시절과 똑같은 78번이 되었고 연봉 5,000만 엔(추정)으로 2년 계약을 맺었다.

### 감독 취임 이후

#### 2010년

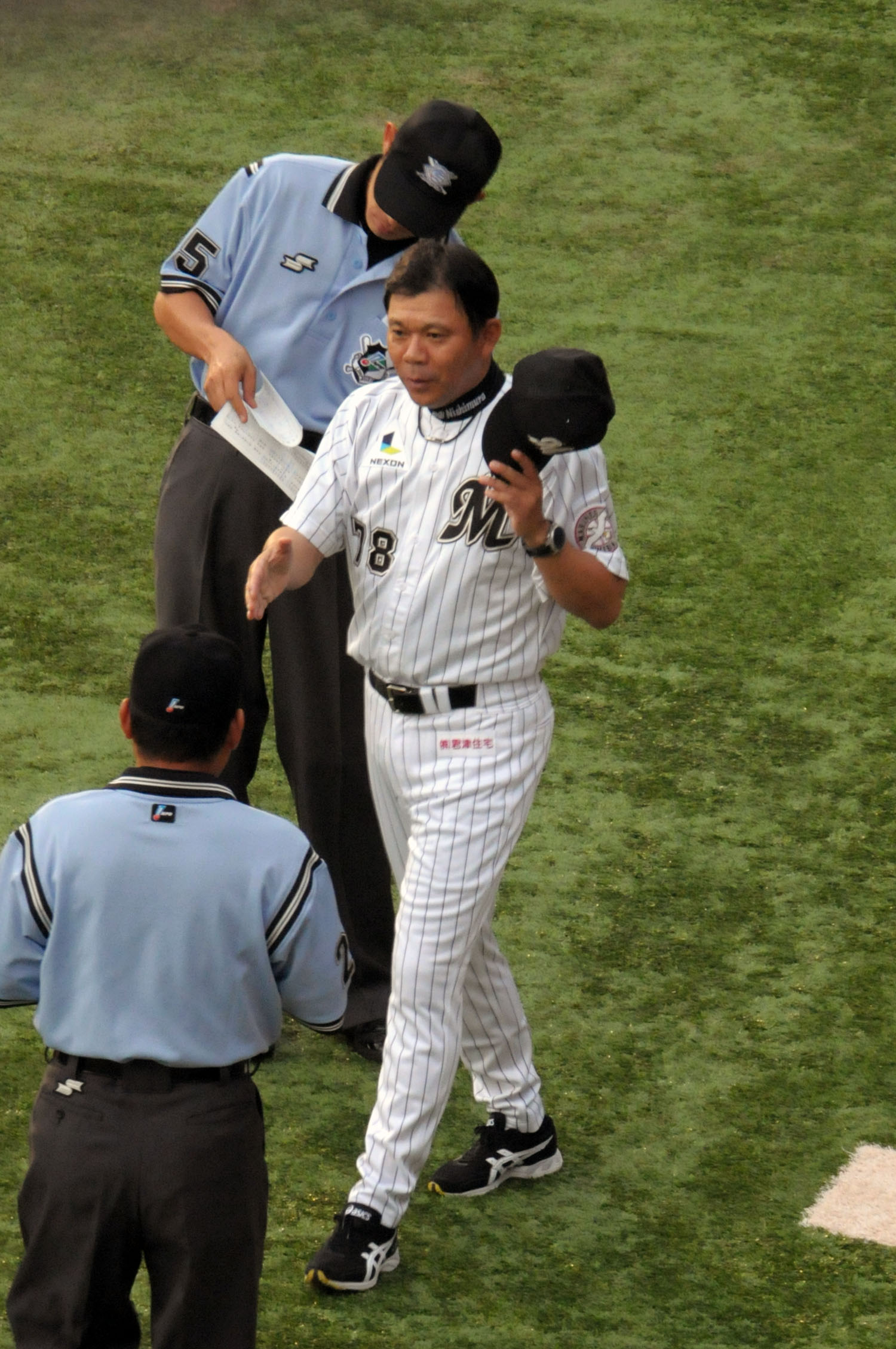
니시무라 노리후미(2011년 8월 6일)

취임 1년째가 되는 2010년에는 전문가들 사이에서 지바 롯데가 최하위로 떨어질 것이다는 예상이 나오고 있는 가운데 개막전을 승리로 장식하는 등 시즌 개막 이후부터 순조로운 성적을 기록했다. 그러나 후반기에 들어서면서 주력 선수들의 부진과 전력 이탈 등의 악재가 겹치면서 7연패를 당했고 8월 4일에는 경기 도중 심판에게 항의하다가 퇴장당하기도 했다. 그러나 주력 선수들과의 개인 면담이 이뤄진 다음날부터는 3연승을 기록해 이 하루가 고비가 되면서 시즌 최종전에서는 팀이 승리하는 등 시즌 3위를 확정지어 3년 만의 클라이맥스 시리즈 출전을 결정하게 되었다.
클라이맥스 시리즈 퍼스트 스테이지(대 사이타마 세이부 라이온스), 파이널 스테이지(대 후쿠오카 소프트뱅크 호크스)에서 연거푸 승리를 거두면서 일본 프로 야구 역사상 최초가 되는 정규 시즌 3위로부터 일본 시리즈 출전권을 얻었다. 같은 해 일본 시리즈(대 주니치 드래건스)에서도 4승 1무 2패의 성적을 기록하면서 팀을 5년 만의 통산 4번째 일본 시리즈 우승을 이끌었다. 감독 취임 1년차의 일본 시리즈 우승 달성은 역대 9번째이며, 지바 롯데에서는 유아사 요시오(당시 마이니치 오리온스) 이후 60년 만의 쾌거를 이뤘다. 주력 선수들의 부상자가 속출하고 있는 와중에 정규 시즌 3위로부터 일본 시리즈 우승 달성한 공로를 인정받아 11월 15일에 일본 야구계의 최고상인 쇼리키 마쓰타로상을 수상했다. 11월 25일에 신설된 구시마 시민 영예상을 수상했고 12월 7일에는 일본 야구 명예의 전당 후보에 오르기도 했다.

#### 2011년
그 해에 리그 우승한 후쿠오카 소프트뱅크 호크스와의 33경기 반차이, 5위인 도호쿠 라쿠텐 골든이글스와 10경기차를 기록하며 13년 만에 최하위로 떨어졌다.

#### 2012년
개막 이후 4연승을 기록하면서 호조를 유지했고 6월에는 15승까지 늘리면서 선두 자리를 지켰다. 그러나 7월 이후에는 무너지기 시작하면서 9월에는 9연패를 당하는 등의 침체를 겪었다. 2년 연속 최하위는 면했지만 작년에 이어 B클래스(5위)로 끝나면서 10월 8일에 구단 측은 2012년 시즌 마지막으로 니시무라의 사임을 발표했고 3년 계약 중 앞으로 1년을 남기고 있었지만 “감독으로서 2년 연속 B클래스의 책임을 지지 않으면 안 된다”라고 구단 측에 사의를 표명해 구단 측도 이를 받아들였다.

## 상세 정보

### 출신 학교
- 미야자키 현립 후쿠시마 고등학교

### 선수 경력
사회인 시대
- 가고시마 철도 관리국

프로팀 경력
- 롯데 오리온스·지바 롯데 마린스(1982년 ~ 1997년)

### 지도자 경력
- 지바 롯데 마린스 타격 코치(1998년 ~ 2009년)
- 지바 롯데 마린스 감독(2010년 ~ 2012년)
- 오릭스 버펄로스 1군 수석 코치(2016년 ~ 2018년)
- 오릭스 버펄로스 감독(2019년 ~ 2020년)

### 수상·타이틀 경력

#### 타이틀
- 수위타자 : 1회(1990년)
- 도루왕 : 4회(1986년 ~ 1989년)

#### 수상
- 베스트 나인 : 2회(1985년, 1990년)
- 골든 글러브상 : 2회(1985년, 1990년)
- 쇼리키 마쓰타로상(2010년)

### 개인 기록

#### 첫 기록
- 첫 출장 : 1982년 9월 14일, 대 한큐 브레이브스 후기 6차전(미야기 구장), 7회말에 레론 리의 대주자로서 출장
- 첫 도루 : 1983년 4월 26일, 대 난카이 호크스 4차전(가와사키 구장), 6회말에 2루 안착(투수 : 야노 미노루, 포수 : 가가와 노부유키)
- 첫 안타 : 상동, 8회말에 오쓰보 유키오로부터 2루타
- 첫 선발 출장 : 1983년 5월 22일, 대 한큐 브레이브스 7차전(가와사키 구장), 8번·2루수로서 선발 출장
- 첫 홈런·첫 타점 : 1983년 6월 19일, 대 한큐 브레이브스 13차전(한큐 니시노미야 구장), 3회초에 나가모토 히로아키로부터 역전 결승 3점 홈런

#### 기록 달성 경력
- 통산 1000안타 : 1991년 7월 20일, 대 후쿠오카 다이에 호크스 15차전(헤이와다이 구장), 1회초에 무라타 가쓰요시로부터 좌전 안타 ※역대 162번째
- 통산 1000경기 출장 : 1991년 8월 18일, 대 닛폰햄 파이터스 21차전(후쿠시마 현영 아즈마 구장), 1번·중견수로서 선발 출장 ※역대 296번째
- 통산 300도루 : 1991년 9월 29일, 대 긴테쓰 버펄로스 25차전(가와사키 구장), 7회말에 2루 안착(투수 : 아카호리 모토유키, 포수 : 야마시타 가즈히코) ※역대 21번째
- 통산 350도루 : 1994년 8월 26일, 대 후쿠오카 다이에 호크스 19차전(지바 마린 스타디움), 8회말에 3루로 도루(투수 : 야노 미노루, 포수 : 야스다 히데유키) ※역대 14번째

#### 기타
- 올스타전 출장 : 5회(1985년, 1987년, 1988년, 1990년, 1993년)

### 등번호
- 32(1982년 ~ 1986년)
- 3(1987년 ~ 1997년)
- 78(1998년 ~ 2012년)

### 연도별 타격 성적
| 연 도      | 소 속           | 경 기 | 타 석 | 타 수 | 득 점 | 안 타 | 2 루 타 | 3 루 타 | 홈 런 | 루 타 | 타 점 | 도 루 | 도 루 자 | 희 생 번 | 희 생 플 | 볼 넷 | 고 4 | 사 구 | 삼 진 | 병 살 타 | 타 율 | 출 루 율 | 장 타 율 | O P S |
| ---------- | --------------- | ----- | ----- | ----- | ----- | ----- | ------- | ------- | ----- | ----- | ----- | ----- | -------- | -------- | -------- | ----- | ---- | ----- | ----- | -------- | ----- | -------- | -------- | ----- |
| 1982년     | 롯데· 지바 롯데 | 6     | 0     | 0     | 2     | 0     | 0       | 0       | 0     | 0     | 0     | 0     | 0        | 0        | 0        | 0     | 0    | 0     | 0     | 0        | ----  | ----     | ----     | ----  |
| 1983년     | 롯데· 지바 롯데 | 95    | 211   | 195   | 26    | 47    | 4       | 2       | 2     | 61    | 12    | 12    | 8        | 9        | 0        | 4     | 0    | 3     | 26    | 4        | .241  | .267     | .313     | .580  |
| 1984년     | 롯데· 지바 롯데 | 124   | 406   | 368   | 46    | 105   | 17      | 3       | 5     | 143   | 29    | 25    | 13       | 19       | 1        | 11    | 0    | 7     | 23    | 5        | .285  | .318     | .389     | .706  |
| 1985년     | 롯데· 지바 롯데 | 127   | 569   | 512   | 83    | 159   | 17      | 9       | 6     | 212   | 46    | 33    | 15       | 14       | 5        | 30    | 1    | 8     | 46    | 4        | .311  | .355     | .414     | .769  |
| 1986년     | 롯데· 지바 롯데 | 105   | 445   | 387   | 71    | 110   | 10      | 1       | 4     | 134   | 29    | 36    | 9        | 18       | 2        | 32    | 1    | 6     | 45    | 1        | .284  | .347     | .346     | .693  |
| 1987년     | 롯데· 지바 롯데 | 114   | 491   | 440   | 55    | 116   | 11      | 4       | 2     | 141   | 27    | 41    | 14       | 18       | 2        | 29    | 0    | 2     | 49    | 4        | .264  | .311     | .320     | .631  |
| 1988년     | 롯데· 지바 롯데 | 130   | 593   | 532   | 68    | 136   | 15      | 0       | 3     | 160   | 38    | 55    | 7        | 16       | 2        | 40    | 0    | 3     | 55    | 5        | .256  | .310     | .301     | .611  |
| 1989년     | 롯데· 지바 롯데 | 96    | 443   | 392   | 61    | 110   | 10      | 5       | 2     | 136   | 17    | 42    | 12       | 8        | 0        | 37    | 1    | 6     | 34    | 2        | .281  | .352     | .347     | .699  |
| 1990년     | 롯데· 지바 롯데 | 117   | 520   | 438   | 78    | 148   | 27      | 5       | 3     | 194   | 38    | 35    | 8        | 18       | 2        | 59    | 1    | 3     | 40    | 7        | .338  | .418     | .443     | .861  |
| 1991년     | 롯데· 지바 롯데 | 118   | 503   | 443   | 57    | 122   | 14      | 2       | 2     | 146   | 17    | 23    | 6        | 13       | 1        | 43    | 6    | 3     | 31    | 2        | .275  | .343     | .330     | .672  |
| 1992년     | 롯데· 지바 롯데 | 97    | 394   | 348   | 34    | 75    | 11      | 6       | 1     | 101   | 27    | 14    | 2        | 11       | 1        | 34    | 0    | 0     | 36    | 3        | .216  | .285     | .290     | .575  |
| 1993년     | 롯데· 지바 롯데 | 103   | 404   | 352   | 43    | 88    | 10      | 6       | 1     | 113   | 28    | 21    | 7        | 12       | 3        | 37    | 1    | 0     | 43    | 4        | .250  | .319     | .321     | .640  |
| 1994년     | 롯데· 지바 롯데 | 75    | 215   | 194   | 27    | 48    | 7       | 0       | 2     | 61    | 11    | 15    | 3        | 4        | 1        | 14    | 0    | 2     | 20    | 0        | .247  | .303     | .314     | .618  |
| 1995년     | 롯데· 지바 롯데 | 91    | 191   | 150   | 31    | 32    | 4       | 0       | 0     | 36    | 7     | 7     | 3        | 14       | 0        | 27    | 0    | 0     | 21    | 2        | .213  | .333     | .240     | .573  |
| 1996년     | 롯데· 지바 롯데 | 34    | 31    | 25    | 9     | 2     | 0       | 0       | 0     | 2     | 0     | 4     | 0        | 0        | 0        | 6     | 0    | 0     | 2     | 0        | .080  | .258     | .080     | .338  |
| 1997년     | 롯데· 지바 롯데 | 1     | 1     | 1     | 0     | 0     | 0       | 0       | 0     | 0     | 0     | 0     | 0        | 0        | 0        | 0     | 0    | 0     | 0     | 0        | .000  | .000     | .000     | .000  |
| 통산: 16년 | 통산: 16년      | 1433  | 5417  | 4777  | 691   | 1298  | 157     | 43      | 33    | 1640  | 326   | 363   | 107      | 174      | 20       | 403   | 11   | 43    | 471   | 43       | .272  | .333     | .343     | .676  |

- 굵은 글씨는 시즌 최고 성적.
- 1992년에 롯데(롯데 오리온스)가 지바 롯데(지바 롯데 마린스)로 구단명을 변경.

### 감독으로서의 팀 성적

#### 정규 시즌
| 연도      | 소속      | 순위      | 경기 | 승리 | 패전 | 무승부 | 승률 | 승차                       | 팀 홈런                    | 팀 타율                    | 팀 평균자책점              | 연령                       |
| --------- | --------- | --------- | ---- | ---- | ---- | ------ | ---- | -------------------------- | -------------------------- | -------------------------- | -------------------------- | -------------------------- |
| 2010년    | 지바 롯데 | 3위       | 144  | 75   | 67   | 2      | .528 | 2.5                        | 126                        | 275                        | 4.10                       | 50세                       |
| 2011년    | 지바 롯데 | 6위       | 144  | 53   | 78   | 11     | .405 | 33.5                       | 46                         | .241                       | 3.39                       | 51세                       |
| 2012년    | 지바 롯데 | 5위       | 144  | 62   | 67   | 15     | .481 | 10.0                       | 64                         | .257                       | 3.13                       | 52세                       |
| 통산: 3년 | 통산: 3년 | 통산: 3년 | 433  | 192  | 213  | 28     | .474 | A클래스: 1회, B클래스: 2회 | A클래스: 1회, B클래스: 2회 | A클래스: 1회, B클래스: 2회 | A클래스: 1회, B클래스: 2회 | A클래스: 1회, B클래스: 2회 |

- 순위에서 굵은 글씨는 일본 시리즈 우승.

#### 포스트 시즌
| 연도   | 소속      | 경기명                                        | 상대팀                                      | 성적                           |
| ------ | --------- | --------------------------------------------- | ------------------------------------------- | ------------------------------ |
| 2010년 | 지바 롯데 | 퍼시픽 리그 클라이맥스 시리즈 퍼스트 스테이지 | 사이타마 세이부 라이온스(퍼시픽 리그 2위)   | 2승 0패 = 파이널 스테이지 진출 |
| 2010년 | 지바 롯데 | 퍼시픽 리그 클라이맥스 시리즈 파이널 스테이지 | 후쿠오카 소프트뱅크 호크스(퍼시픽 리그 1위) | 4승 3패 = 일본 시리즈 진출     |
| 2010년 | 지바 롯데 | 일본 시리즈                                   | 주니치 드래건스(센트럴 리그 1위)            | 4승 1무 2패 = 일본 시리즈 우승 |

- 성적의 굵은 글씨는 승리한 시리즈.